# Cuglieri
Cuglieri är en ort och kommun i provinsen Oristano i regionen Sardinien i Italien. Kommunen hade 2 649 invånare (2017).